# Momir Rnić
Momir Rnić (3 febbraio 1955) è un ex pallamanista serbo, fino al 1992 jugoslavo.
Anche il figlio, Momir Rnić, nato nel 1987, è un pallamanista.

## Palmarès

### Olimpiadi
- 2 medaglie:
  - 1 oro (Los Angeles 1984)
  - 1 bronzo (Seul 1988)